# Bolitoglossa synoria
Bolitoglossa synoria é uma espécie de anfíbio caudado pertencente à família Plethodontidae, sub-família Plethodontinae.